# Walid Laggoune
Walid Laggoune (arabisch وليد العقون, DMG Walīd al-ʿAqqūn, geb. 7. Januar 1949, Algier; gest. 20. April 2025) war ein Schriftsteller, Jurist und Professor in Algerien.
Er war Professor an der juristischen Fakultät der Universität Algier und einer der produktivsten Akademiker Algeriens. Er äußerte sich häufig in den Medien zu Fragen des Verfassungsrechts. Er war Mitglied des algerischen Vorstands der Forschungseinrichtung Laboratoire méditerranéen de droit public (Mediterranean Laboratory of Public Law).

## Leben
Nach seinem Jurastudium erwarb Walid Laggoune ein Postgraduiertendiplom im öffentlichem Recht, für das er 1976 eine Dissertation (Mémoire) mit dem Titel „Außergewöhnliche Gerichtsbarkeiten in Algerien“ (Les juridictions d’exception en Algérie) verfasste. Darüber hinaus erwarb er ein Postgraduiertendiplom in Politikwissenschaft. Er ist außerdem Doktor für öffentliches Recht.
Er veröffentlichte zahlreiche wissenschaftliche Artikel zum öffentlichen Recht, Verfassungsrecht und Wirtschaftsrecht, insbesondere für die Algerian Review of Legal, Economic and Political Sciences und die Zeitschrift der École nationale d’administration (المدرسة الوطنية للإدارة‎, ENA).
Walid Laggoune war von 2011 bis 2013 Gastprofessor an der École des hautes études en sciences sociales in Paris. Im Jahr 2012 nahm er außerdem an einer Konferenz zum Thema Demokratie im Mittelmeerraum teil, die am Institut d’études politiques d’Aix-en-Provence (Institut für Politikwissenschaften) in Aix-en-Provence organisiert wurde.
2016 beteiligte er sich an der Konferenz zum Klimawandel in Marrakesch und präsentierte ein Kolloquium zum Thema „Vom Umweltrecht zum Recht der Umwelt: die algerische Erfahrung“ («Du droit de l’environnement au droit de l’environnement: l’expérience algérienne»).

## Werke
- Les juridictions d’exception en Algérie, Mémoire, Algier, 1976.
- Le contrôle de l’État sur les entreprises privées industrielles en Algérie: genèse et mutations. Les Éditions internationales, Algier 1996[6]
- L’Algérie cinquante ans après: la part du droit. Éditions Ajed, Algier, 2 Bd. 2013.[7]

### Wissenschaftliche Beiträge
- «Régulation juridique de la lutte contre le terrorisme: l’expérience algérienne.» In: Managing Change: Evolution In The Global Arena And Mediterranean Security: 5th Mediterranean Dialogue International Research Seminar: Rome, Italy 27-30 October, 2002. NATO Defense College, Rom 2003.[8]

### Artikel
- La justice dans la Constitution algérienne de 22 novembre 1976. In: Revue algérienne des sciences juridiques, économiques et politiques. 1981 n°3.
- La sous-traitance des marchés publics en Algérie. In: Revue algérienne des sciences juridiques, économiques et politiques. 1983 n°3.
- Les rapports entre la PME privée et la PME publique en Algérie. In: Revue de l’Association internationale de droit économique (AIDE) 1985.
- L’évolution du régime juridique des investissements privés en Algérie. In: Revue algérienne des sciences juridiques, économiques et politiques. vol. 4, 1989.
- Le statut juridique de la propriété privée en Algérie. In: Revue algérienne des sciences juridiques, économiques et politiques. vol. 2, 1989.
- La révision constitutionnelle en Algérie: réalité et enjeux. In: Revue algérienne des sciences juridiques, économiques et politiques. vol. 4, 1990.
- De l’État entrepreneur à l’État actionnaire: discours juridique et réalité d’un processus. In: Revue algérienne des sciences juridiques. n°31, vol. 4, 1996: S. 723–752.[9]
- Questions autour du nouveau code algérien des investissements. In: Idara: Revue de l’École nationale d’administration. vol. 1, 1994.
- Droits économiques et sociaux: un état de la législation algérienne en matière de non-discrimination. In: Idara: Revue de l’École nationale d’administration. vol. 1, 1996.
- La conception du contrôle de constitutionnalité en Algérie. In: Idara: Revue de l’École nationale d’administration. n°6, vol. 2, 1996.
- La réforme administrative en Algérie. In: Idara: Revue de l’École nationale d’administration. vol. 2, 1996.
- La décentralisation: état des problématiques et perspectives pour les pays en développement. In: Revue des Collectivités Locales. vol.1, 1997.
- Observations autour de la création du Conseil d’État en Algérie. In: Idara: Revue de l’École nationale d’administration. vol. 1, 1997.
- L’État dans la problématique du changement. In: Idara: Revue de l’École nationale d’administration. vol. 2, 2002.

### Konferenzen und Kolloquien
- Le contrôle parlementaire en Algérie. In: Communication au colloque sur le contrôle parlementaire au Maghreb. Rabat, 16. & 17. Oktober 2015.
- Du droit de l’environnement au droit de l’environnement: l’expérience algérienne. In: Communication présentée lors de la Conférence de Marrakech de 2016 sur les changements climatiques (COP 22), Marrakesch, 15. & 16. November 2016.